# Бренно (футболіст)
Бренно (порт. Brenno, нар. 1 квітня 1999, Сорокаба) — бразильський футболіст, воротар «Греміо».

## Клубна кар'єра
Народився 1 квітня 1999 року в місті Сорокаба. Вихованець юнацьких команд футбольних клубів «Деспортіво Бразіл» та «Греміо». У дорослому футболі дебютував 2019 року виступами за команду «Греміо».

## Виступи за збірну
2021 року потрапив до заявки збірної Бразилії U-23 на Олімпійські ігри, на яких «селесао» стали чемпіонами, але був запасним воротарем і на поле не виходив.

## Статистика виступів

### Статистика клубних виступів
| Сезон             | Команда           | Чемпіонат         | Чемпіонат | Чемпіонат | Національний кубок | Національний кубок | Національний кубок | Континентальні кубки | Континентальні кубки | Континентальні кубки | Інші змагання | Інші змагання | Інші змагання | Усього | Усього |
| Сезон             | Команда           | Ліга              | Ігор      | Голів     | Ліга               | Ігор               | Голів              | Ліга                 | Ігор                 | Голів                | Ліга          | Ігор          | Голів         | Ігор   | Голів  |
| ----------------- | ----------------- | ----------------- | --------- | --------- | ------------------ | ------------------ | ------------------ | -------------------- | -------------------- | -------------------- | ------------- | ------------- | ------------- | ------ | ------ |
| 2019              | «Греміо»          | ЛГ+A              | 2+0       | 0         | КБ                 | 0                  | 0                  | КЛ                   | 0                    | 0                    |               | -             | -             | 2      | 0      |
| 2021              | «Греміо»          | ЛГ+A              | 11+0      | -9;0      | КБ                 | 0                  | 0                  | КЛ+ПАК               | 3+3                  | -5;-2                |               | -             | -             | 17     | -16    |
| Усього за кар'єру | Усього за кар'єру | Усього за кар'єру | 13        | -9        |                    | 0                  | 0                  |                      | 6                    | -7                   |               | -             | -             | 19     | -16    |

## Титули і досягнення
- Чемпіон штату Ріу-Гранді-ду-Сул: 2019, 2020, 2021
- Олімпійський чемпіон (1): 2020